# Club Social y Deportivo Cooper
O Club Social y Deportivo Cooper é um time de futebol da cidade de Montevidéu, no Uruguai, sediado no bairro Carrasco Norte. O clube foi fundado originalmente em 25 de agosto de 1937.
Após ser refundado em 2021, o Cooper alcançou destaque rapidamente: foi vice-campeão da terceira divisão em 2023 e, em 2024, disputou pela primeira vez em sua história a segunda divisão profissional.

## História
O Club Social y Deportivo Cooper foi fundado em 25 de agosto de 1937, no bairro Carrasco Norte, em Montevidéu, mais precisamente na rua que dá nome ao time. A sede do clube está localizada na rua Cooper 2343, esquina com a Fedra.
O Cooper estreou na antiga e efêmera Primeira Divisão "D" (quarta divisão), criada em 1972. Permaneceu nessa categoria por cinco temporadas e, em 1975, disputou a Liguilla de repescagem pelo acesso, mas não conseguiu subir. No entanto, no ano seguinte, sagrou-se campeão da quarta divisão e conquistou a promoção. A partir de 1977, passou a jogar a Primeira "C" (terceira divisão), onde permaneceu até se desfiliar após o campeonato de 1980.
Nos anos seguintes, o clube seguiu ativo em atividades sociais e competindo em outras ligas — comerciais e, principalmente, em categorias pré-sênior ou sênior — até retornar à Associação Uruguaia de Futebol (AUF) 41 anos depois, curiosamente para inaugurar novamente a nova Divisão "D", em 2021.
O time renasceu como uma Sociedade Anônima Esportiva, por meio do investimento de Julio "Tito" Sierra, e montou um elenco com nomes de peso como Jorge Zambrana, Mauro Vila, Martín "Indio" Rodríguez e Bruno Barreto. O Cooper foi campeão da primeira edição da nova Divisão "D", em 2021, ao golear o Paso de la Arena por 4–0 na final. Como naquela temporada não houve acesso, voltou a disputar a divisão no ano seguinte e novamente ficou com o título, vencendo o Lito nos pênaltis na final, conquistando o bicampeonato e o acesso à Primeira "C".
Na estreia na Primeira "C", o Cooper conseguiu um surpreendente vice-campeonato entre 24 participantes e, assim, também garantiu o acesso à Segunda Divisão Profissional, marcando a primeira vez em que o clube chegou ao profissionalismo. Na Segunda Divisão, disputou apenas uma temporada, terminando em 12º lugar entre 14 times. No entanto, devido ao sistema de rebaixamento por média de pontos, a campanha não foi suficiente para permanecer na categoria, e o Cooper acabou retornando à divisão inferior.

## Participações
| Competição                       | Total | Temporadas                               |
| -------------------------------- | ----- | ---------------------------------------- |
| Campeonato Uruguaio - 2º Divisão | 1     | 2024                                     |
| Campeonato Uruguaio - 3º Divisão | 6     | 1977, 1978, 1979, 1980, 2023, 2025       |
| Campeonato Uruguaio - 4º Divisão | 7     | 1972, 1973, 1974, 1975, 1976, 2021, 2022 |
| Copa do Uruguai de Futebol       | 3     | 2022, 2023, 2024                         |

## Títulos

### Nacionais
| Competição                       | Total | Temporadas       |
| -------------------------------- | ----- | ---------------- |
| Campeonato Uruguaio - 4º Divisão | 3     | 1976, 2021, 2022 |